# Asterocheres lilljeborgii
Asterocheres lilljeborgii är en kräftdjursart som beskrevs av Boeck 1859. Asterocheres lilljeborgii ingår i släktet Asterocheres och familjen Asterocheridae. Inga underarter finns listade i Catalogue of Life.